# Uri Poliavich
Uri Poliavich (né en 1981, en RSS d'Ukraine) est un homme d’affaires, philanthrope et fondateur de Soft2Bet,. Poliavich s’est investi dans le développement de l’éducation juive à travers le monde, finançant aussi bien des écoles en journée que des programmes extrascolaires destinés aux enfants et aux familles juives.

## Biographie
Uri Poliavich est né en 1981. À l’âge de 14 ans, sa famille s’installe en Israël, où il termine ses études secondaires avant d’effectuer trois années de service militaire obligatoire.
Entre 2005 et 2009, il obtient un Bachelor of Law (LLB) en droit à l’Université Bar-Ilan. Il commence sa carrière comme avocat, se spécialisant principalement dans le droit commercial et immobilier,.

### Carrière
De 2007 à 2010, Poliavich travaille comme stagiaire juridique chez HBW Law, où il se spécialise dans les contrats de fusions-acquisitions dans le cadre d’opérations commerciales et immobilières internationales. Entre 2010 et 2012, il est vice-président du développement commercial chez WK Group, supervisant les activités de l’entreprise en Asie centrale et collaborant avec des fournisseurs majeurs du secteur iGaming tels que Microgaming, BetConstruct et Playtech. En 2012, il s’installe avec sa famille en Moldavie et occupe parallèlement un poste de consultant pour les marchés émergents chez Playtech, avec pour mission de développer des opportunités commerciales et d’élargir la présence de l’entreprise en Asie centrale et en Europe de l’Est. Il est également nommé COO de IMS Limited, où il supervise les opérations iGaming, le support client, la finance et le marketing jusqu’en août 2016.
En 2016, Uri Poliavich fonde Soft2Bet, qui débute comme startup et devient un fournisseur iGaming de niveau international, atteignant plusieurs jalons importants :
- Obtention de 16 licences internationales et lancement de plusieurs marques de jeux[1],[8].
- Pilotage du développement de la plateforme MEGA (Motivational Engineering Gaming Application), un système basé sur la gamification visant à renforcer l’engagement des joueurs et la croissance des revenus[9].
- La plateforme MEGA a été élue « Product Launch of the Year » lors des Global Gaming Awards EMEA 2025[2].

En 2024, Poliavich étend les activités de Soft2Bet à Malte, avec l’inauguration officielle d’un nouveau bureau local.
Il ouvre également le marché nord-américain en obtenant une licence iGaming délivrée par la Commission des alcools et des jeux de l’Ontario (AGCO).
Toujours en 2024, il lance Soft2Bet Invest, un fonds d’investissement de 52 millions de dollars dédié au soutien des startups et entrepreneurs du secteur des jeux en ligne,.
Cette initiative a reçu le prix « Contribution exceptionnelle au jeu » au SIGMA en septembre 2024,.
En septembre 2024, Uri Poliavich est nommé « Leader of the Year » lors des SBC Awards, et récoit également une distinction aux Global Gaming Awards EMEA.

## Philanthropie
Après son arrivée en Israël et l’obtention de son diplôme de droit à l’université Bar-Ilan, Poliavich s’engage dans le financement de l’éducation juive à travers le monde, en soutenant aussi bien les écoles en journée que les programmes extrascolaires pour les enfants et les familles juives,,.
En 2020, lui et son épouse Yael créent la Yael Foundation,. En 2025, la fondation est active dans 37 pays, soutenant plus de 13 500 enfants juifs à travers des programmes éducatifs, des colonies de vacances et d’autres initiatives.
En 2024, Poliavich est classé parmi les 50 Juifs les plus influents au monde. Il collabore avec d’autres leaders juifs internationaux, notamment Ronald Lauder, pour renforcer l’éducation juive,. La Yael Foundation œuvre également pour la sécurité des communautés juives et des établissements scolaires, notamment face à la montée de l’antisémitisme.